# Marus
Marus (arab. ‏ماروس‎) – nieistniejąca już arabska wieś, która była położona w Dystrykcie Safedu w Mandacie Palestyny. Została wyludniona i zniszczona podczas I wojny izraelsko-arabskiej, po ataku Sił Obronnych Izraela w dniu 30 października 1948.

## Położenie
Marus leżała w Górnej Galilei, w odległości 7 km na północny wschód od miasta Safed. Według danych z 1945 do wsi należały ziemie o powierzchni 318,3 ha. We wsi mieszkało wówczas 80 osób.
| własność gruntów | powierzchnia gruntów (hektary) |
| ---------------- | ------------------------------ |
| Arabowie         | 318,1                          |
| Żydzi            | 0                              |
| publiczne        | 0,2                            |
| Razem            | 318,3                          |

| Rodzaj użytkowanych gruntów | hektary |
| --------------------------- | ------- |
| uprawy oliwek               | 5,3     |
| uprawy nawadniane           | 10,8    |
| uprawy zbóż                 | 90,3    |
| nieużytki                   | 216,4   |
| zabudowane                  | 0,8     |

## Historia
W 1596 Marus była niewielką wsią, liczącą 176 mieszkańców, którzy utrzymywali się z upraw pszenicy, jęczmienia, oraz hodowli kóz i uli. W okresie panowania Brytyjczyków Marus była małą wsią.

Podczas wojny domowej w Mandacie Palestyny w rejonie wioski Marus stacjonowały siły Arabskiej Armii Wyzwoleńczej. Podczas I wojny izraelsko-arabskiej w dniu 28 maja 1948 Izraelczycy wkroczyli do wsi, zmuszając większość jej mieszkańców do ucieczki w kierunku Libanu. W październiku 1948 Izraelczycy przeprowadzili operację Hiram. W dniu 30 października Marus została ponownie zajęta przez izraelskich żołnierzy. Następnie wieś została wysiedlona, a wszystkie domy wyburzono.

## Miejsce obecnie
Tereny wioski Marus pozostają opuszczone.

Palestyński historyk Walid Chalidi tak opisał pozostałości wioski Marus: 

Teren pokrywają kamienie ze zrujnowanych domów, oraz drzewa oliwne i figowe. Tereny wokół są wykorzystywane jako pastwiska.